# Big Brother Awards
Pour les articles homonymes, voir Big Brother (homonymie), BBA et Awards.
 (avril 2023).
La mise en forme du texte ne suit pas les recommandations de Wikipédia : il faut le « wikifier ».
Les points d'amélioration suivants sont les cas les plus fréquents. Le détail des points à revoir est peut-être précisé sur la page de discussion.
- Les titres sont pré-formatés par le logiciel. Ils ne sont ni en capitales, ni en gras.
- Le texte ne doit pas être écrit en capitales (les noms de famille non plus), ni en gras, ni en italique, ni en « petit »…
- Le gras n'est utilisé que pour surligner le titre de l'article dans l'introduction, une seule fois.
- L'italique est rarement utilisé : mots en langue étrangère, titres d'œuvres, noms de bateaux, etc.
- Les citations ne sont pas en italique mais en corps de texte normal. Elles sont entourées par des guillemets français : « et ».
- Les listes à puces sont à éviter, des paragraphes rédigés étant largement préférés. Les tableaux sont à réserver à la présentation de données structurées (résultats, etc.).
- Les appels de note de bas de page (petits chiffres en exposant, introduits par l'outil «  Source ») sont à placer entre la fin de phrase et le point final[comme ça].
- Les liens internes (vers d'autres articles de Wikipédia) sont à choisir avec parcimonie. Créez des liens vers des articles approfondissant le sujet. Les termes génériques sans rapport avec le sujet sont à éviter, ainsi que les répétitions de liens vers un même terme.
- Les liens externes sont à placer uniquement dans une section « Liens externes », à la fin de l'article. Ces liens sont à choisir avec parcimonie suivant les règles définies. Si un lien sert de source à l'article, son insertion dans le texte est à faire par les notes de bas de page.
- La présentation des références doit suivre les conventions bibliographiques. Il est recommandé d'utiliser les modèles {{Ouvrage}}, {{Chapitre}}, {{Article}}, {{Lien web}} et/ou {{Bibliographie}}. Le mode d'édition visuel peut mettre en forme automatiquement les références.
- Insérer une infobox (cadre d'informations à droite) n'est pas obligatoire pour parachever la mise en page.

Pour une aide détaillée, merci de consulter Aide:Wikification.
Si vous pensez que ces points ont été résolus, vous pouvez retirer ce bandeau et améliorer la mise en forme d'un autre article.

Les Big Brother Awards ou BBA (en français, Prix Big Brother), est une cérémonie de remise de prix à destination « [des] gouvernements et [des] entreprises… qui font le plus pour menacer la vie privée ». La cérémonie est organisée par l'association Privacy International. Son nom vient du personnage emblématique de l'État policier d'Océania, Big Brother, dans le roman 1984 de George Orwell. Ce prix existe dans une dizaine de pays.

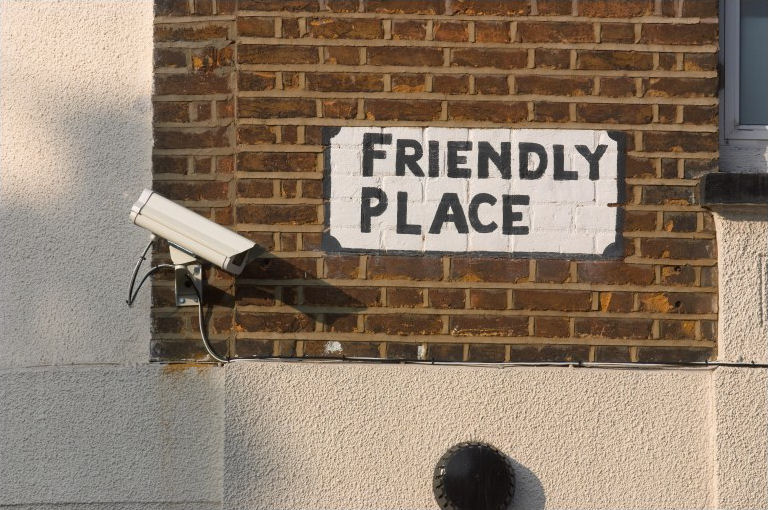
Caméra de surveillance à Londres

## En France
En France, les gagnants se voient décerner un prix Orwell. Un prix Voltaire est également décerné à une personne ou une organisation qui s'est illustrée dans la défense de la vie privée. Les cérémonies ont été diffusées pendant plusieurs années sur Teleplaisance.org, puis, depuis 2009, en streaming sur internet par l'association Regarde à vue.

### Edition 2021
Le 14 juillet 2021, Doctolib se voit décerner le Big Brother Awards,,. Ce prix décerné aux structures qui attentent à la vie privée lui est attribué en identifiant plusieurs problèmes :
- lorsque des professionnels de santé demandent à utiliser Doctolib, ce service leur demande à accéder aux données de santé de toute leur patientèle, sans que celle-ci en soit informée, et ce même si cette patientèle ne dispose d'aucun compte Doctolib ;
- le manque de transparence de la politique de confidentialité de Doctolib, multipliant les documents qui précisent les conditions d'exploitation des données collectées ;
- lorsque des personnels de santé utilisent Doctolib, ce service accède à la liste complète de leur patientèle alors que les créneaux libres suffiraient ;
- l'usage de cookies publicitaires permet à de nombreuses entreprises telles que Google, Twitter, Instagram, Facebook, LinkedIn, Medium et YouTube d'être informées quand un rendez-vous est pris par un patient ;
- la fusion de données de santé sur des patients transmises par plusieurs personnels de santé, sans aucune suppression une fois que les données ne sont plus utiles pour la prise de rendez-vous.

### Edition 2013
Après un arrêt de plus de deux ans, l'édition 2013 a eu lieu le 26 juin 2013 à La Parole errante à Montreuil ; elle a bien sûr été filmée.

#### Prix Orwell
- Orwell Localité : Le conseil général de la Seine-Saint-Denis pour le recueil décomplexé de données personnelles des "usagers" qui se présentent au service social ;
- Orwell Exécuteurs des basses œuvres : Deux candidats ex æquo :
  - la Direction centrale de la Police aux frontières (DCPAF) pour l’expulsion des jeunes étrangers sur la base de tests osseux humiliants, discriminatoires et invalidés par le corps médical ;
  - Jean-François Cordet, ex-directeur général de l’Office français de protection des réfugiés et apatrides (OFPRA) pour un tri sélectif qui ne laisse pas d’empreintes ;
  - Mention spéciale Bentham : Paul Landauer, un artisan zélé de l’urbanisme et de l’architecture sécuritaires.
- Orwell Novlang : Orange Préférences pour avoir voulu mettre en place des outils de Deep packet inspection de surveillance des activités internet privées de ses abonnés, sous couvert de leur proposer de meilleures publicités ou services ;
- Orwell Entreprise :
  - Le Groupement des cartes bancaires CB pour avoir sciemment laissé un système non sécurisé à partir de la communication Near-field communication (NFC) sur nos cartes bancaires ;
  - Mention spéciale "Flicage des Salariés" : Conforama, Ikea, Castorama et Elior pour le flicage, plus ou moins inventif, de leurs salariés.
- Orwell État & Élus : Marielle Gallo, députée européenne, pour son acharnement à faire passer les entreprises avant nos données personnelles ;
- Orwell Ensemble de son œuvre : Philippe Vannier, PDG de Bull, et son associé Stéphane Saliès, pour disséminer des technologies de surveillance de masse dans des pays qui peuvent ainsi réprimer leurs populations.

#### Prix Voltaire
Prix de la vigilance citoyenne : Isabelle de Léon, agent au Pôle emploi, pour refus de participer à une formation au contrôle des papiers d’identité des demandeurs d’emplois.
Le Prism du Jury : À la dernière minute, le dossier PRISM a été disqualifié pour dopage.

### Édition 2010
- Prix Orwell :
  - Orwell Novlang : Brice Hortefeux, ministre de l'Intérieur, pour l'utilisation du terme « vidéoprotection » à la place de vidéo-surveillance, forme de « simplification de la langue destinée à rendre impossible l’expression des idées subversives et à éviter toute formulation de critique de l’État » ;
  - Orwell Entreprise : BNP-Paribas, La Banque postale, LCL, la Société générale et toutes les banques qui « couvrent leurs employés qui dénoncent, aux services de la préfecture, des clients sans papiers venus à leur guichet » ;
  - Orwell Localité : Christian Estrosi, maire de Nice, pour avoir « installé à Nice le plus dense et le plus cher système de vidéosurveillance de France » ;
  - Orwell État et élus : Xavier Darcos et Luc Chatel pour la création de nouveaux fichiers nominatifs à l'Éducation nationale; ainsi que Éric Besson « pour avoir durci les quotas d’expulsions, refusé de mettre à l’abri des poursuites les personnes qui aident les migrants, et pour vouloir contourner le juge des libertés. »

- Prix Voltaire :
  - Prix de la vigilance citoyenne : Pièce et main-d'œuvre, collectif créé à Grenoble, pour être « parvenu, avec des moyens rudimentaires, à contrer avec éclat la campagne d’acceptation des nanotechnologies organisée fin 2009 par le gouvernement via la Commission du débat public (CNDP). »

- Prix Spécial du Jury - 10 ans des BBA :
  - Alex Türk, président de la CNIL pour tromperie et dissimulation. Alex Türk endosse les habits du défenseur tout terrain de la vie privée et des libertés alors qu’il en est parfois le fossoyeur et souvent le facilitateur.

### Édition 2009
L'édition 2008 a été « sautée » pour que le prix porte le nom de l'année dans laquelle il a été décerné, la cérémonie de 2007 ayant par exemple concerné les prix 2006.
- Orwell Ensemble de son Œuvre : Michèle Alliot-Marie, ministre de l’Intérieur, pour son goût immodéré des fichiers de police (+ 70 % en trois ans, dont Ardoise, Edvige, Cristina ou encore Gesterex), mais aussi pour sa « novlangue » avec sa promotion de la vidéosurveillance (« vidéoprotection »), ses invitations à la délation et son talent à fabriquer un « ennemi intérieur » ;
- Mention spéciale :
  - Frédéric Lefebvre, député et porte parole de l’UMP, pour son incompétence et son insistance à vouloir contrôler internet par le biais du CSA, ses arguments iniques pour soutenir la loi Hadopi , pour vouloir traquer la délinquance dans les maternités, et bien d’autres choses ;
  - Le « Zélateur » anonyme, pour avoir confondu sa fonction d’agent de l’État ou de services publics avec celle d’auxiliaire de police, dénonçant des personnes sur simples suspicions, trahissant leur secret professionnel et mettant en danger de la vie d’autrui.
- Orwell État et Élus : Le répertoire national commun de la protection sociale et le ministère du Budget, sous couvert de lutte contre la fraude aux prestations sociales, Éric Woerth veut créer un fichier central qui remet au goût du jour le funeste « projet de Système automatisé pour les fichiers administratifs et le répertoire des individus» des années 1970 , menant à l’interconnexion massive des bases de données avec le NIR comme identifiant unique ;
- Orwell Entreprise : La Mutualité française, pour avoir milité avec ardeur, aux côtés des assureurs privés de la Fédération française des sociétés d'assurances, afin d’accéder à certaines données médicales détenues par la sécurité sociale. Leur lobbying forcené a porté ses fruits en 2008 ;
- Orwell Localités : Bertrand Delanoë et Christophe Caresche, mairie de Paris , pour avoir finalement succombé aux sirènes de la vidéosurveillance. Cette forme de surenchère avec le gouvernement pour s’acheter une moralité sécuritaire, laisse totalement de côté la question de son inefficacité et minimise les atteintes aux libertés ;
- Orwell Novlang :
  - Projet européen Humabio, ce projet de biométrie « multimodale » présente comme une « liberté » le fait d’utiliser des techniques d’identification basées sur le comportement (comme la démarche), alors que cela aura pour conséquences de pouvoir identifier une personne à son insu ;
  - La Caisse nationale d’allocations familiales et sa méthode IGGACE, pour avoir utilisé, pour former ses agents à la détection de la fraude, une « méthode » issue de recherches policières, qui utilise l’« intelligence sémantique » pour débusquer « bien plus que le mensonge », à savoir « l’intentionnalité » du mensonge.

#### Prix Voltaire
- Mireille et Monique, bénévoles à Calais, Mireille est une mère de 11 enfants qui héberge des jeunes étrangers en situation irrégulière chez elle au risque d’être poursuivie, et Monique a été interpellée pour avoir apporté une aide matérielle régulière à des étrangers en situation irrégulière ;
- Collectif Non à l’éducation biométrique de l’Hérault, pour s’opposer, avec un certain succès, à la prolifération des systèmes biométriques à l’école et avoir dénoncé les arguments déployés par les industriels pour conditionner les jeunes générations ;
- L’appel des directeurs d’école contre l'application Base-élèves, en six mois plus de 180 enseignants et directeurs d’école primaires ou maternelles ont signé un appel à la désobéissance pour s’opposer au fichage précoce des enfants ;
- Collectif Non à EDVIGE, pour être parvenu à mobiliser syndicats, citoyens et organisations de défense des droits de l’homme, récolté plus de 200 000 signatures contre le fichier Edvige, ce qui a poussé le gouvernement à reporter ses projets.

### Édition 2007
- Orwell État et élus :
  - Le Conseil constitutionnel pour avoir validé le principe de la « rétention de sûreté », il est accusé de ne pas avoir joué son rôle de garant des institutions et de l’État de droit ;
  - Orwell Mention Spéciale : Philip Gorwood, chercheur à l'INSERM, pour avoir, dans le cadre d'une étude visant à déterminer si les gènes peuvent prédire le comportement, « usé de méthodes douteuses afin d'inciter des lycéens à livrer leur ADN et ainsi collecter des informations privées sur leurs parents » ;
  - Brice Hortefeux, ministre de l’Immigration et de l’Identité nationale .
- Orwell Entreprise :
  - Les drones ELSA et Quadri-France (des entreprises Sirehna et Taser), accusés de « banaliser l'utilisation de matériel de conception militaire, à des fins de contrôle et de surveillance furtive des populations civiles » ;
  - Le lobbying de l’industrie des technologies médicales (Lessis, Snitem et Getics) pour le déploiement du Dossier médical personnel ;
  - Denis Olivennes, PDG de la Fnac, accusé de promouvoir la surveillance des internautes.
- Orwell Localités :

Claude Journès, président de l’université Lyon-II et professeur de sciences politiques spécialisé dans l’« analyse comparée des politiques policières », pour avoir dans « son » université une entreprise privée qui met au point des produits de surveillance, sous couvert de « valorisation de la recherche publique », les étudiants en seraient les premiers cobayes .
- Orwell Novlang :

L’émission Envoyé Spécial sur France 2 dont les équipes ont réalisé un reportage au sein de la police d'immigration de Brice Hortefeux. Privacy International juge que les journalistes ont « perdu leur sens du discernement face à des situations « autorisées », tendant à banaliser les procédures d'expulsion » ;
- Orwell Ensemble de son œuvre :

Google Inc., pour la collecte de donnée personnelle à large échelle, l'association relève aussi leur refus de se soumettre à la réglementation européenne, et les accuse de filtrer les moteurs de recherche, de censurer politiquement les résultats, et de sélectionner de façon subjective les sources d'actualité ;
- Voltaire de la vigilance :

Le collectif Refus ADN, collectif qui regroupe des personnes qui refusent de se soumettre au prélèvement génétique. Le collectif a été récompensé « pour son travail de résistance et d'information face aux prélèvements arbitraires d'ADN dans des affaires de droit commun ».

### Édition 2006
- Orwell État : Jacques Lebrot, sous-préfet de Seine-Saint-Denis, pour le licenciement de 3 500 salariés travaillant dans les zones sensibles de l’aéroport de Paris-Charles-de-Gaulle parce qu'ils pouvaient présenter un risque pour la sûreté aéroportuaire ;
- Orwell Entreprise : Sony pour son rootkit modifiant de façon assez profonde la configuration de Windows afin d'empêcher la copie de CD ;
- Orwell Localités : Paul Anselin, maire de Ploërmel (Morbihan), pour avoir installé (ou prévu l'installation) de 50 caméras dans une commune de 9 100 habitants malgré une faible délinquance, et accessoirement avoir mis en place un numéro vert pour inciter à la délation et surveiller les militants associatifs ;
- Orwell Novlangue : Frédéric Péchenard, directeur régional de la PJ, pour son encouragement à une inscription systématique au Fichier national automatisé des empreintes génétiques même des innocents au prétexte qu'ils pourront « être lavés de tout soupçon » ;
- Orwell Ensemble de son œuvre : Pascal Clément, garde des Sceaux, « pour son acharnement à vouloir contrôler et enfermer, pour son déni de la vie et du droit à des soins médicaux décents, et pour son mépris des institutions et des droits de l’homme » ;
- Classé ex-æquo pour le prix Voltaire les directeurs d'école qui refusent le fichier base-élèves et Pierre Muller, webmaster du site ordinateurs-de-vote.org.

Une mention spéciale a par ailleurs été accordée à Christophe Espern, animateur d’EUCD.info pour sa lutte contre la Gestion des droits numériques et le projet de loi relative au droit d'auteur et aux droits voisins dans la société de l'information.

### Édition 2005
- Jean-Michel Charpin, Directeur de l'Insee, prix Orwell État, pour le projet INES (carte d’identité Nationale électronique sécurisée). Elle contient une puce RFID (Radio identification) et permet de faire le lien avec le Répertoire national d'identification des personnes physiques (RNIPP) ;
- La vidéosurveillance des salariés de Lidl, prix Orwell Entreprises, pour avoir installé 65 caméras de vidéosurveillance pour 60 salariés ;
- Commissaires Sénichault et Pagès (Carcassonne), prix Orwell Localités, pour leur « recensement et contrôle de la population SDF et assimilés », sans base légales ;
- Le Principal du collège Joliot-Curie de Carqueiranne, mention spéciale biométrie, pour son projet de bornes biométriques reposant sur l’empreinte de la main des enfants ;
- Le député Jacques-Alain Bénisti pour sa « prévention » de la délinquance, ex-æquo avec l'INSERM et ses « troubles de conduite de l'enfant », prix Orwell Novlang, pour les possibilités offertes par leur travaux d'identifier dès la maternelle de possible futurs délinquants ;
- Nicolas Sarkozy, prix Orwell pour l'ensemble de son œuvre.

### Edition 2004
- Philippe Douste-Blazy, ministre de la Santé - Prix spécial du jury, pour la carte Vitale 2 et ses données biométriques, ainsi que la possibilité d'accéder à toutes les données médicales des Français, ce qui violerait le serment d'Hippocrate sur la confidentialité ;
- Députés Pascal Clément, Gérard Léonard et Georges Fenech - Orwell État et élus, pour leur principe législatif incluant une surveillance électronique mobile (« bracelet GPS ») en plus de la peine de prison ;
- Visiowave, filiale de TF1 - Orwell Entreprise, pour ses dispositifs permettant à la fois une vidéo-surveillance et la diffusion de publicité dans les transports publics ;
- Michel Biard (maire de Vitry-le-François) et René-Paul Savary (président du conseil général de la Marne) - Orwell Localités, pour sa décision de recenser toutes les personnes qui avaient rencontré un travailleur social en 2003, ainsi que leurs troubles éventuels (alcoolisme, santé mentale, marginalité, etc.), sans déclaration à la CNIL. La base de données ainsi obtenue serait communiquée à divers organismes « pour estimer les besoins sociaux de la ville » ;
- GIXEL (Groupement des industries électroniques) - Orwell Novlang, pour son programme d'acceptation par la population des méthodes biométriques : il suggère de commencer « dès le plus jeune âge » à la maternelle, et conseille que « les enfants utilisent cette technologie pour rentrer dans l'école, en sortir, déjeuner à la cantine, et les parents ou leurs représentants s'identifieront pour aller chercher les enfants ». Il suggère également l'introduction de puces dans divers produits électroniques courants (téléphones portables, etc.) ;
- Conseil Justice et Affaires Intérieures de l'Union européenne (Fr, Al, It, Gr) - Orwell EU, ), la Commission européenne a publié une proposition d'introduction de biométrie dans les passeports, et d'un registre européen commun biométrique, contenant les empreintes digitales et « quelques autres informations limitées mais significatives » ;
- Les ministres Daniel Vaillant (PS), Nicolas Sarkozy et Dominique Perben (UMP), pour l'extension des fichiers regroupant les criminels à d'autres catégories, dans le cadre de la loi sur la sécurité quotidienne, la loi pour la sécurité intérieure, et la loi portant sur l'adaptation de la justice aux évolutions de la criminalité.
- santésuisse pour le système Tarmed[8].

## Ailleurs
La version germanophone traite des réalités allemandes, autrichiennes et suisses.
Les versions néerlandaise et finlandaise traitent chacune de leurs réalités nationales.
Le Prix Orwell (littérature) est attribué en domaine anglophone à un travail visant à rapprocher la politique de ses lecteurs.
Les articles sur les ONG Privacy International, et Human Rights Watch, au moins dans l'édition anglophone, offrent un vaste panorama de la défense de la vie privée, contre les tentatives de surveillance globale.

## Bibliographie

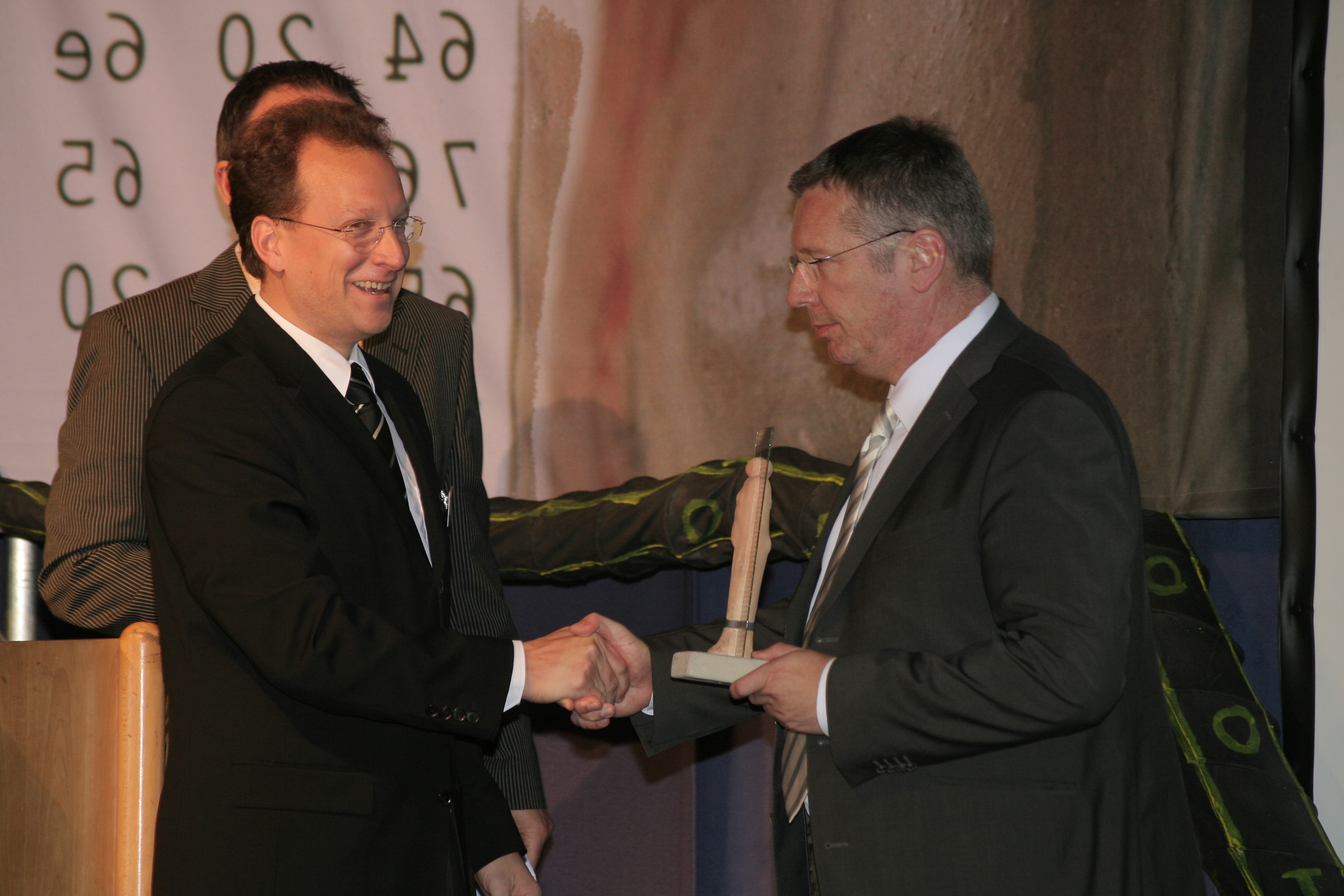
Big Brother Award 2008 (Germany)
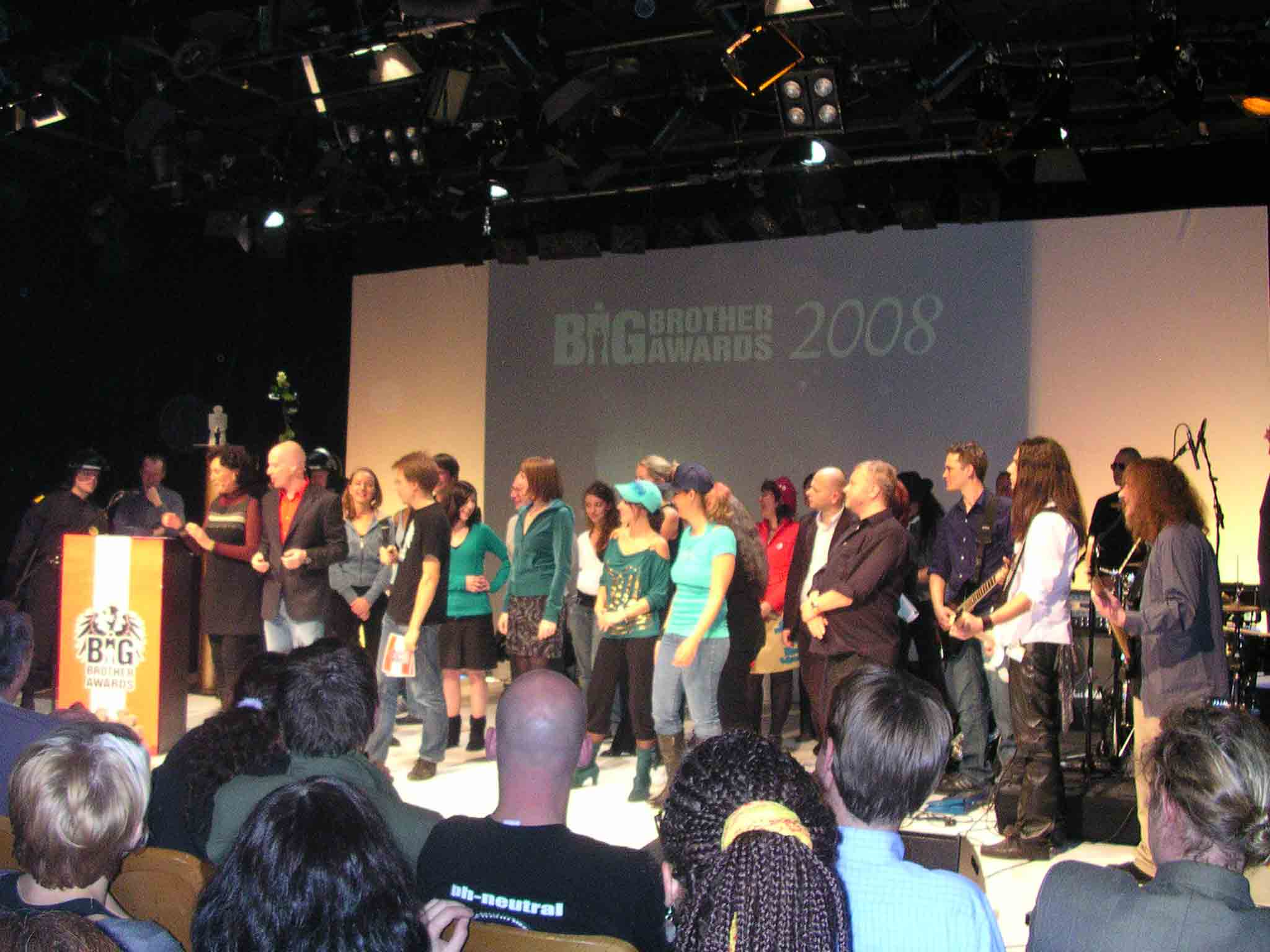
Big Brother Awards 2008 (Austria)
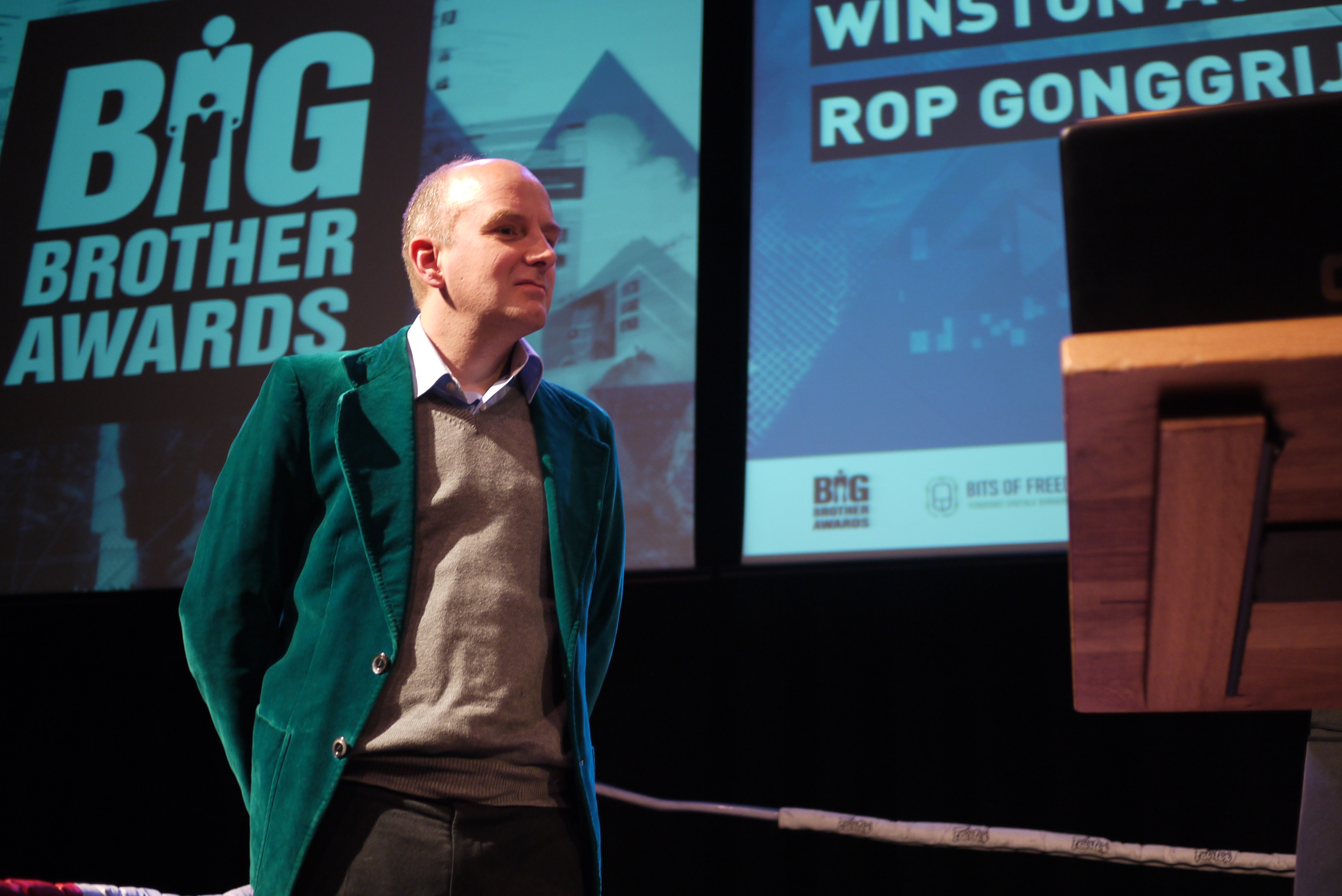
Big Brother Awards 2010 (Netherlands)
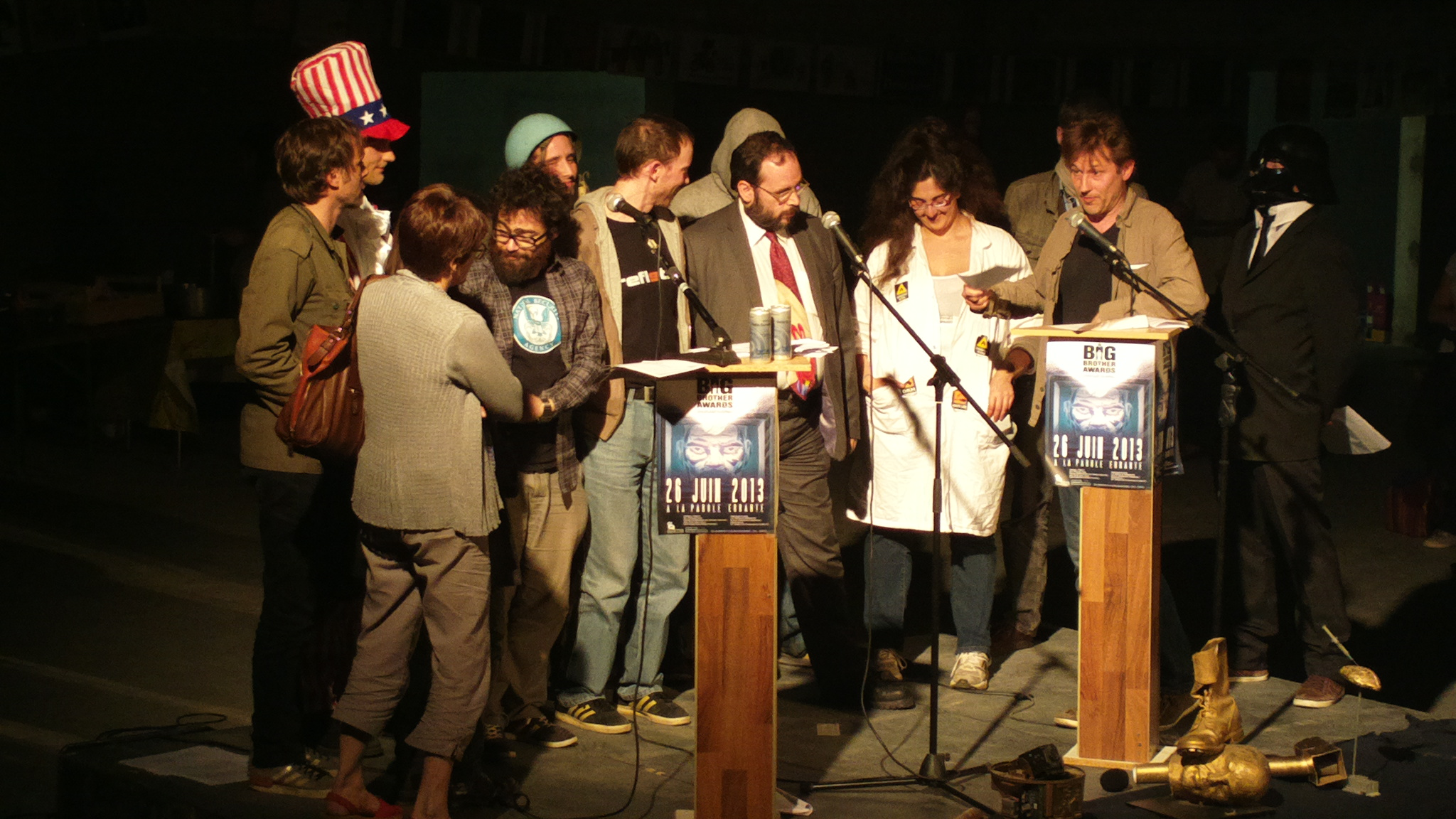
Big Brother Awards 2013 (France)